# Giuseppe Gaspari
Pour les articles homonymes, voir Gaspari.
Giuseppe Gaspari (né le 6 septembre 1932 à Ascoli Piceno dans les Marches et mort le 17 juin 2025) est un joueur devenu entraîneur de football italien, qui joue au poste de gardien de but entre 1955 et 1966.

## Biographie
Formé par le Livourne Calcio, il rejoint ensuite Catane en Serie B en 1959, puis rejoint avec les Sardes la Serie A, entraîné par Carmelo Di Bella.
Lors de la saison 1961-1962, après un bon championnat avec les rossoblù, il rejoint la Juventus (y jouant son premier match le 10 septembre 1961 lors d'un match nul 2-2 contre Lecco), acheté pour pallier le départ de Giuseppe Vavassori, mais il est bloqué par l'avènement de Roberto Anzolin, jouant donc finalement seulement cinq matchs et encaissant 13 buts (dont quatre matchs pour 11 buts en Serie A).
Il rejoint en 1962 Modena puis finit sa carrière en Serie C à l'Anconitana.
Au total, il a joué 71 matchs en Serie A.
Après la fin de sa carrière de joueur, il entame une nouvelle carrière d'entraîneur des gardiens de but, travaillant pour divers clubs, parmi lesquels l'Ascoli Calcio et Ancona.